# 莎拉·索里貝絲·托摩
莎拉·索里貝絲·托摩（西班牙語：Sara Sorribes Tormo，西班牙語發音：[ˈsaɾa soˈriβes ˈtoɾmo]，1996年10月8日—）生于拉瓦利杜伊克索，是一名西班牙女子網球選手。她曾获得两个WTA巡回赛双打冠军、七个ITF赛事单打冠军和四个ITF赛事双打冠军。2019年6月10日，她的世界排名来到了职业生涯最高的64位。